# Microthripa buxtoni
Microthripa buxtoni är en fjärilsart som beskrevs av Willie Horace Thomas Tams 1935. Microthripa buxtoni ingår i släktet Microthripa och familjen trågspinnare. Inga underarter finns listade i Catalogue of Life.